# Andy Dick
Andrew Roane „Andy” Dick, właśc. Andrew Thomlinson (ur. 21 grudnia 1965 w Charleston w stanie Karolina Południowa) – amerykański aktor i komik. Ma na swoim koncie wiele skandali, był główną przyczyną wielu kontrowersji.

## Filmografia

### Filmy
- 1994: Orbitowanie bez cukru jako Rock
- 1994: Służba nie drużba jako szeregowy Jack Kaufman
- 1994: Znak Smoka jako odlewnik smogu
- 1994: Telemaniak jako gospodarz średniowiecza
- 1998: Król lew II: Czas Simby (The Lion King II: Simba's Pride) jako Nuka (głos)
- 1999: Inspektor Gadżet jako Kramer
- 1999: Laputa – podniebny zamek jako Henri (głos)
- 2000: Frajer jako inny pracownik miejski
- 2000: Ostra jazda jako urzędnik motelu
- 2000: Dar z nieba jako ojciec Buñuel
- 2000: Stary, gdzie moja bryka? jako Mark
- 2001: Zoolander jako Olga, masażystka
- 2001: Dr Dolittle 2 jako Lennie Weasel (głos)
- 2003: Old School: Niezaliczona jako Barry
- 2005: Czerwony Kapturek – prawdziwa historia jako Boingo (głos)
- 2006: Sposób na rekina jako Dylan / Ciekawy Rekin (głos)
- 2006: Pracownik miesiąca jako Lon Neilson
- 2007: Happy Wkręt jako Mambo
- 2007: Blond ambicja jako Freddy
- 2010: Avatar jako Święte Drzewo
- 2011: Czerwony Kapturek 2. Pogromca zła jako Boingo (głos)
- 2014: Rekinado 2: Drugie ugryzienie (TV) jako policjant Doyle
- 2016: Zoolander 2 jako członek bandy Don Atari

### Seriale TV
- 1994: Pomoc domowa jako Pepé / Bernie
- 1997: Johnny Bravo jako głowa melona / tatuś surfer (głos)
- 1998: Star Trek: Voyager jako EMH-2 Dr Bradley
- 1999: Ja się zastrzelę jako Kyle
- 2000: Dilbert jako asystent (głos)
- 2000: Bobby kontra wapniaki jako Griffin (głos)
- 2000: W poszukiwaniu szczęścia jako William
- 2000: Hej Arnold! jako małpiszon (głos)
- 2000: Batman przyszłości jako Slim (głos)
- 2002, 2008: Głowa rodziny w roli samego siebie
- 2002–2006: Prawie doskonali jako Owen Kronsky
- 2004: Stripperella jako Larry Talbot / Werebeaver (głos)
- 2006: Bogaci bankruci w roli samego siebie
- 2007: Ostry dyżur jako Tommy Brewer
- 2008: Najszczęśliwsi geje pod słońcem jako Protestor (głos)
- 2008: Wariackie przypadki w roli samego siebie
- 2010: CSI: Kryminalne zagadki Las Vegas jako Armory Dealer
- 2010, 2011: Community jako mały człowiek / pilot helikoptera
- 2012: Randy Cunningham: Nastoletni ninja jako Jerry Driscoll (głos)
- 2013: Legit jako Andy
- 2013, 2016: Dwie spłukane dziewczyny jako J. Petto
- 2016: Lwia Straż jako Nuka (głos)
- 2016–2017: Love w roli samego siebie
- 2017: Sense8 jako Kit Wrangler
- 2017–2018: Zwierzęta jako Andy (głos)